# Telugu

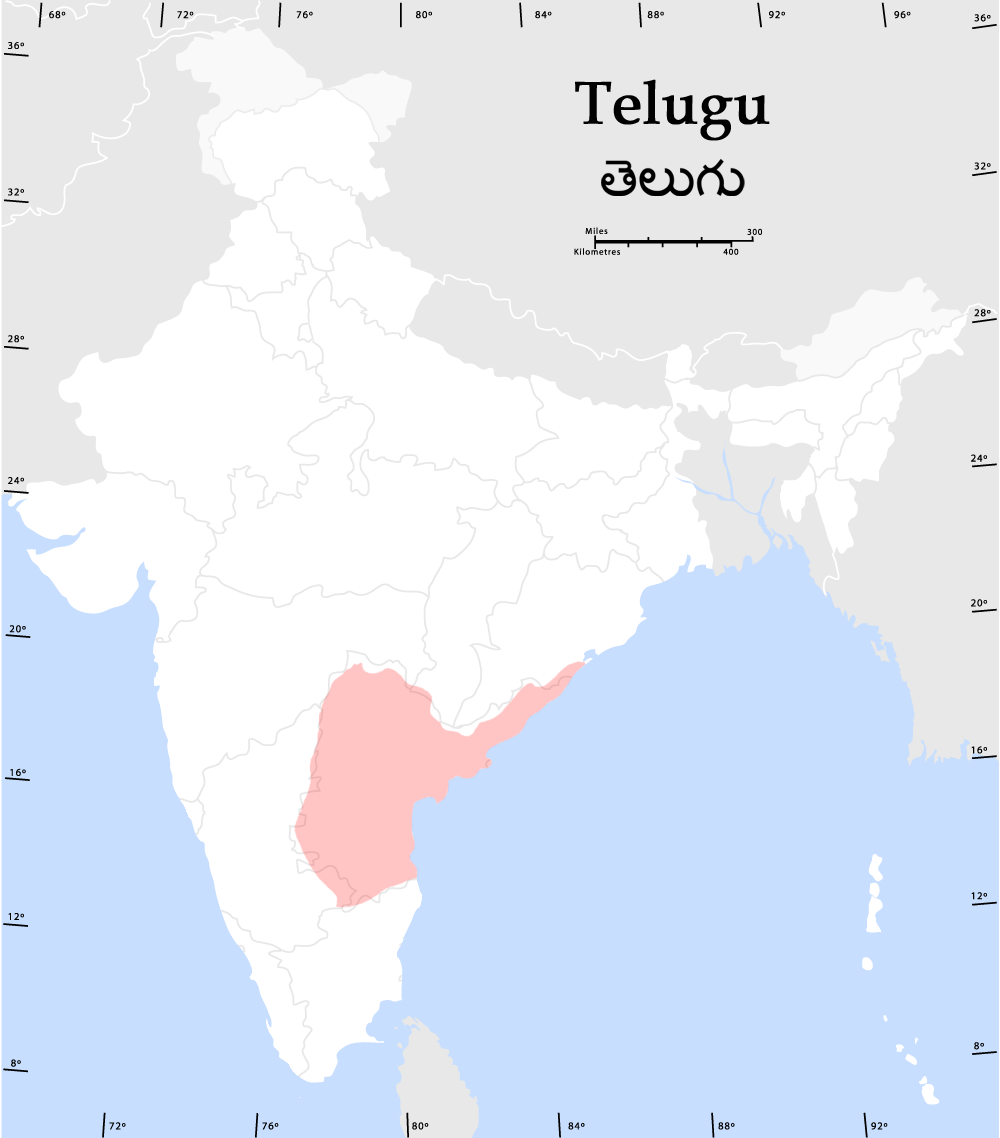
Verbreitung des Telugu in Indien

Telugu (తెలుగు) ist eine Sprache aus der dravidischen Sprachfamilie. Sie wird von 81 Millionen Menschen in Südindien gesprochen. Damit ist Telugu die größte dravidische Sprache und nach Hindi, Bengali und Marathi die Sprache Indiens mit den viertmeisten Sprechern.

## Verbreitung und Sprecherzahl
Das Verbreitungsgebiet des Telugu deckt sich weitgehend mit den indischen Bundesstaaten Andhra Pradesh und Telangana. In den beiden Bundesstaaten dient es auch als Amtssprache. Daneben ist Telugu auf überregionaler Ebene als eine von 22 Verfassungssprachen Indiens anerkannt.
Laut der indischen Volkszählung 2011 wird Telugu von 81 Millionen Menschen als Muttersprache gesprochen. Davon leben knapp 71 Millionen im ehemaligen Bundesstaat Andhra Pradesh (inklusive Telangana, das sich erst 2014 als eigenständiger Bundesstaat abspaltete). Größere telugusprachige Minderheiten finden sich auch in den Nachbarbundesstaaten Tamil Nadu (4,2 Millionen), Karnataka (3,6 Millionen) und Maharashtra (1,3 Millionen).

## Sprachgeschichte
Als ältestes Sprachzeugnis des Telugu gilt eine Inschrift aus dem Jahr 575.
Das älteste literarische Werk ist eine Nachdichtung eines Teils des Mahabharata-Epos aus dem 11. Jahrhundert. Der Autor dieses Werkes soll der Überlieferung nach auch die erste, auf Sanskrit verfasste Telugu-Grammatik mit dem Titel Andhrashabdachintamani verfasst haben. Ähnlich wie die übrigen dravidischen Literatursprachen ist Telugu stark durch Sanskrit, die klassische Sprache des Hinduismus, beeinflusst worden. 
Anfang des 20. Jahrhunderts bildeten geschriebenes und gesprochenes Telugu zwei fast völlig verschiedene Sprachen. Nach langen Kämpfen zwischen Klassikern und Modernisten ist jetzt eine modernisierte Form des schriftlichen Telugu – der Umgangssprache stärker angepasst – fast allgemein in Schriften und den Medien verbreitet.

## Charakteristika
Der Telugu-Wortschatz hat einen großen Anteil an Lehnwörtern aus dem Sanskrit. 
Die Grammatik weist eine Reihe von Besonderheiten auf. So ist zum Beispiel der Gegensatz zwischen bejahten und verneinten Verben in einige Verbformen eingebaut: ammutadu (er verkauft) und ammadu (er verkauft nicht). 
Es gibt zwei Genus-Gruppen: im Singular wird unterschieden zwischen maskulin einerseits und feminin plus nichtmenschlich andererseits. Im Plural dagegen werden feminin und maskulin in einer Gruppe zusammengefasst, nicht-menschliche Substantive in der zweiten Gruppe.

## Telugu-Schrift
Wie viele indische Sprachen verfügt Telugu über eine eigene Schrift, die Telugu-Schrift. Diese ähnelt der Kannada-Schrift sehr und gehört zur Familie der indischen Schriften. Mit den übrigen Schriften Indiens, Tibets und Südostasiens teilt sie den gemeinsamen Ursprung von der Brahmi-Schrift aus dem 3. Jahrhundert v. Chr. und ein gemeinsames Funktionsprinzip: Es handelt sich bei ihnen um eine Zwischenform aus Alphabet und Silbenschrift, sogenannte Abugidas, bei denen jedes Konsonantenzeichen einen inhärenten Vokal a besitzt, der durch diakritische Zeichen modifiziert werden kann. Typisch für eine südindische Schrift zeichnet sich die Telugu-Schrift durch ihre runden Formen aus.

## Weiteres
Telugu Talli gilt als die Personifikation der Sprache.